# NGC 5252
NGC 5252 is een lensvormig sterrenstelsel in het sterrenbeeld Maagd. Het hemelobject werd op 2 februari 1786 ontdekt door de Duits-Britse astronoom William Herschel.
Bij dit sterrenstelsel bevindt zich een zogenaamd Voorwerpje, een reflectienevel die vergelijkbaar lijkt te zijn met het Hanny's Voorwerp bij het sterrenstelsel IC 2497. In 2014 werd deze nevel onderzocht samen met nog zeven andere reflectienevels die vergelijkbaar lijken te zijn, door William C. Keel et al.

## Synoniemen
- UGC 8622
- MCG 1-35-22
- ZWG 45.56
- VV 100
- PGC 48189